# Karsholtia
Karsholtia is een geslacht van vlinders van de familie Meessiidae. De wetenschappelijke naam van dit geslacht is voor het eerst voorgesteld door Reinhard Gaedike in een publicatie uit 1986.
Dit geslacht is monotypisch; de enige soort in het geslacht is Karsholtia marianii (Rebel, 1936).